# André Bernard (Radsportler)
André Moïse Bernard (* 29. August 1930 in Mézières-sur-Issoire; † 15. Dezember 2015 in Limoges) war ein französischer Radrennfahrer.

## Sportliche Laufbahn
Bernard war im Straßenradsport aktiv. Als Amateur gewann er 1952 die Route de France vor Roger Julienne. 1951 hatte er eine Etappe der Rundfahrt gewonnen. Von 1949 bis 1958 war er Unabhängiger und Berufsfahrer, zuletzt im Radsportteam Peugeot. 1952 war er im Circuit de Drome-Ardèche erfolgreich. 1955 gewann er den Circuit Cycliste Sarthe-Pay de la Loire (teilweise fälschlicherweise als Guy Bernard angegeben) vor Christian Futol und wurde Dritter in der Tour de Corrèze. In der Tour de France 1952 belegte er den 75. Platz.